# Francesca Roberts
Francesca P. Roberts (Los Ángeles, 19 de diciembre de 1953), es una actriz estadounidense conocida por haber interpretado a "Big Bertha" en la película de Super Mario Bros., basada en su videojuego popular.
Roberts nació el 19 de diciembre de 1953 en Los Ángeles, California, pero se crio en Nueva Orleans, Luisiana. Hija de Margaret B. Roberts (1926-2016) y Bobby Ray Louis Roberts, Sr. La mayor de cinco hermanos. Tiene dos hermanas menores, Melanie y Bianca, así como dos hermanos menores que ahora han fallecido, Bobby, Jr. y Gregory. Asistió a tres universidades: University of New Orleans, Southern Illinois University y L'Ecole de Mime Jacques LeCo en París, Francia.
Originalmente estuvo involucrada en trabajos teatrales antes de aparecer en televisión.
Hizo su primera aparición en televisión en Starsky & Hutch en 1979, apareciendo solo en un papel menor. Luego pasó a hacer su debut cinematográfico en Inside Moves (1980), protagonizada por John Savage. Continuó haciendo numerosas apariciones como invitada en televisión que tenían papeles principales o secundarios, como Private Benjamin, un programa que se basaba en la película del mismo nombre (1980), Fame, The Facts of Life, Frank's Place y Baby Talk. Apareció en películas, como la película de acción en vivo de 1993, basada en la serie de videojuegos de Mario, Super Mario Bros.(1993), interpretando a "Big Bertha", un portero del Boom Boom Bar, Legally Blonde (2001) como la jueza "Marina R. Bickford" y Heart of Dixie (1989) como "Keefi". Aparece con frecuencia en el cine o la televisión, interpretando personajes solo por un tiempo mínimo.
En 1994, apareció en Martin, interpretando a "Judge Wheatley" en dos episodios "Crunchy Drawers" y "No Justice, No Peace" (temporada 3).
Roberts suele interpretar personajes que son jueces de tribunales en películas o televisión.